# 园博园北站
园博园北站位于中华人民共和国湖北省武汉市东西湖区，是武汉地铁6号线与7号线的地铁换乘站，亦是7号线一期位于汉口的起点站，建设时期曾稱“東方馬城站”。

## 车站结构
车站位于金山大道与金南一路路口。6号线车站沿金山大道敷设位于地下三层；7号线车站沿金南一路敷设位于地下二层站。两个车站呈“T”字形交叉，站内通过上下电、步梯换乘。由于临近园博园，因此车站的设计理念与园博园紧密联系。车站艺术墙长60米，高3米，以传统中国山水画——金碧山水为主要表现形式，壁画主题为“繁花似锦”，从左到右展示了10处景色，以东湖为代表的滨湖园林、以归元寺为代表的宗教园林，以中山公园为代表的传统园林与城市公园相结合的景观园林，并融合提取了经典园林的特色样式，结合湖北地区的特色植被，如水杉树、樟树、桂花树及梅园、荷花园等，加以整体艺术提炼。

### 楼层分布
| 地面      |                                         | 地鐵出入口                           |  |
| 地下 一層 | 站廳層                                  | 售票機、客服中心、武漢通充值、洗手間 |  |
| 地下 二層 |                                         | █ 7号线列车往横店（马池站）          |  |
| 地下 二層 | 島式月台，左邊車門將會開啟              |                                      |  |
| 地下 二層 | █ 7号线列车往青龍山地鐵小鎮（園博園站） |                                      |  |
| 地下 三層 |                                         | █ 6号线列车往新城十一路（金銀湖站）  |  |
| 地下 三層 | 島式月台，左邊車門將會開啟              |                                      |  |
| 地下 三層 | █ 6号线列車往東風公司（輕工大學站）     |                                      |  |

### 图集

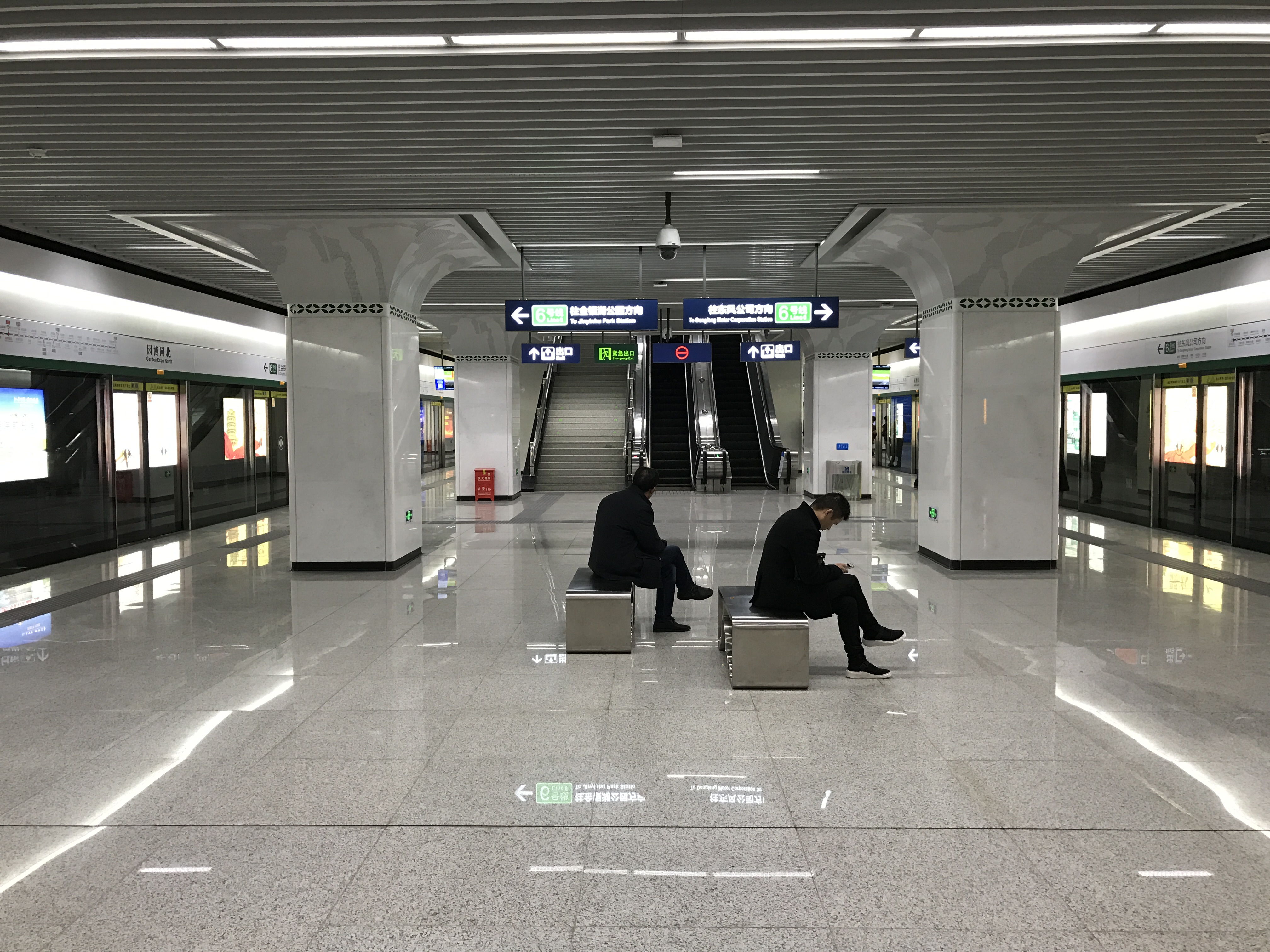
园博园北站6号线站台
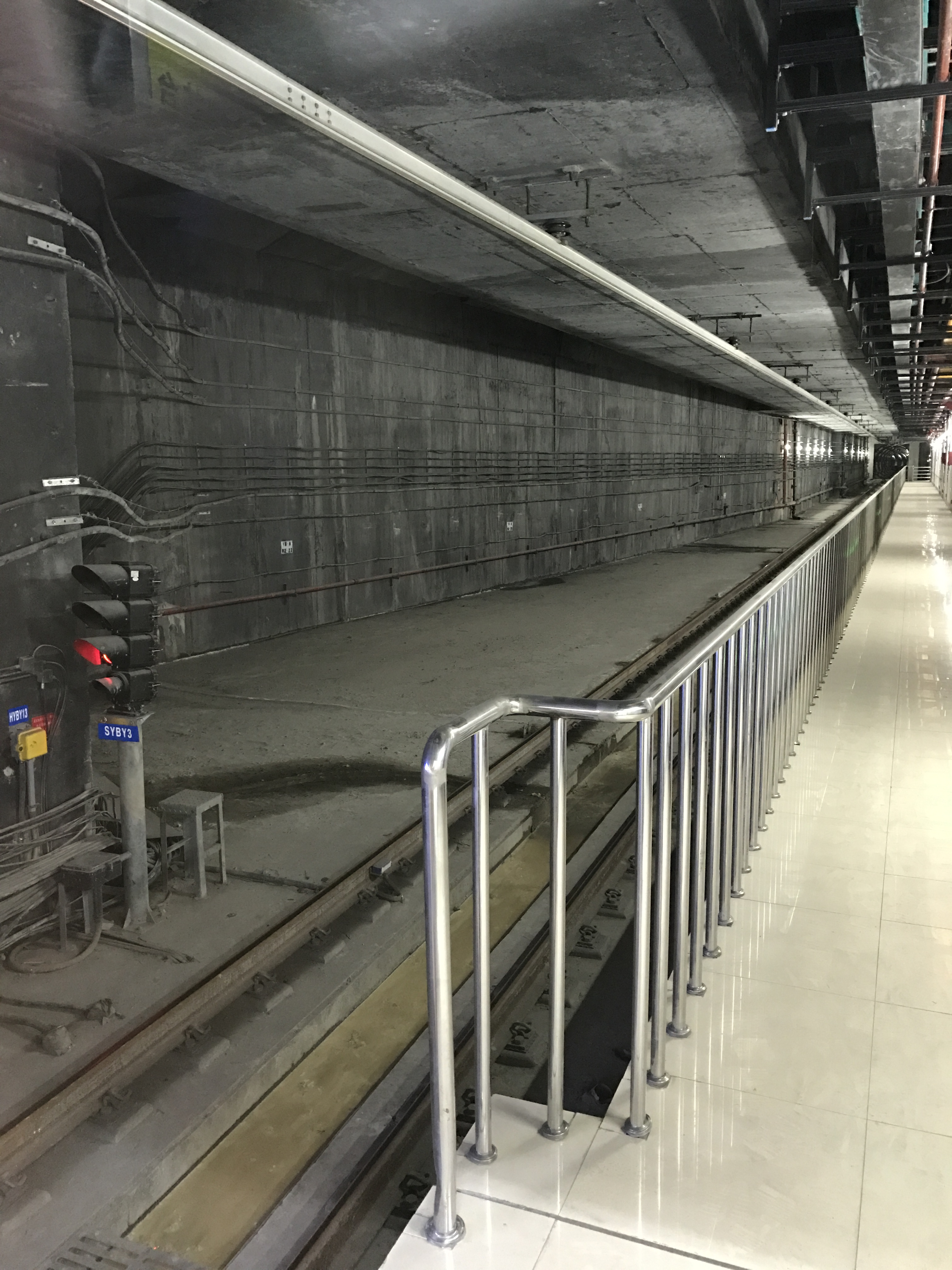
6、7号线联络通道
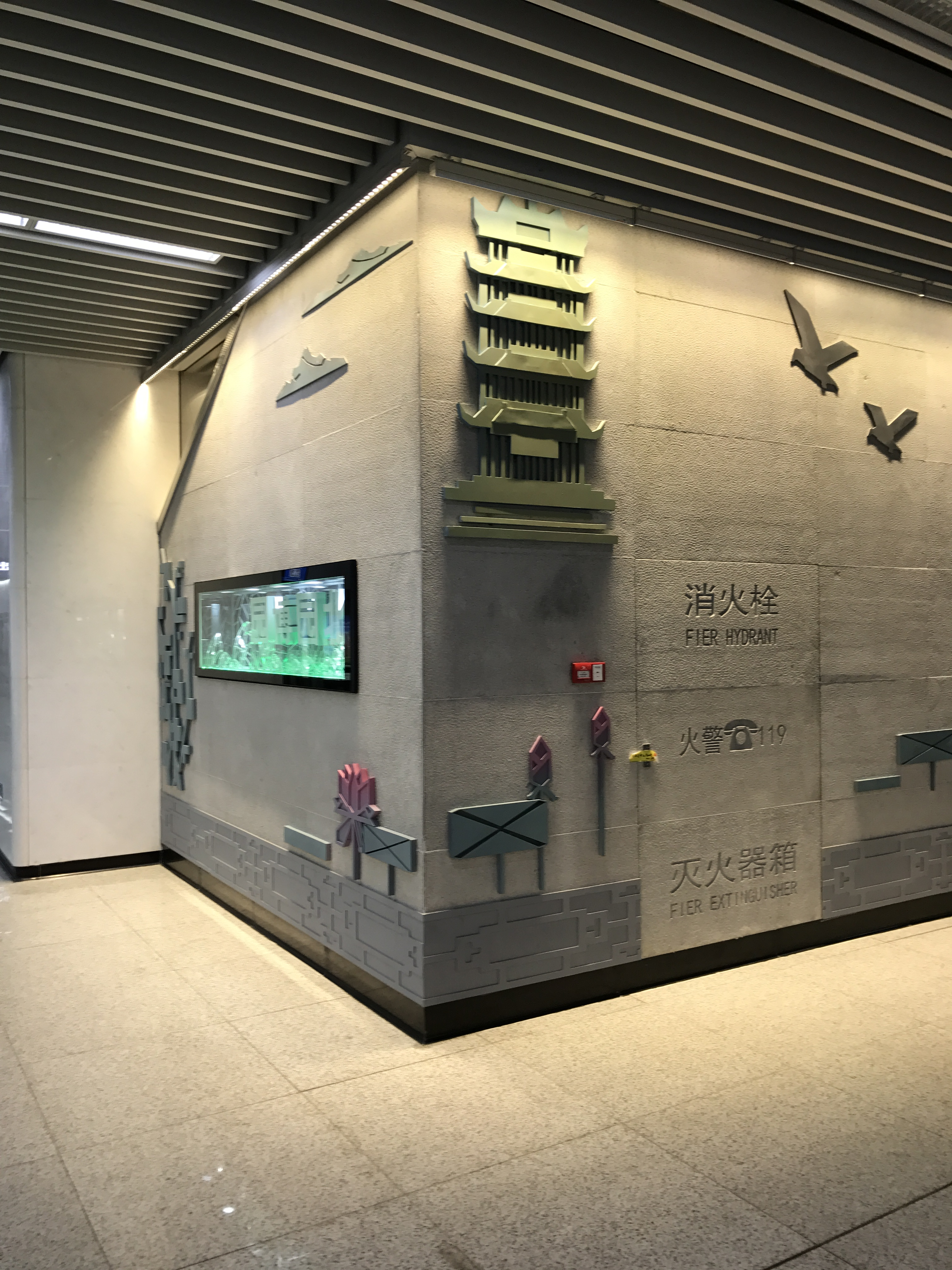
6号线站台立体字
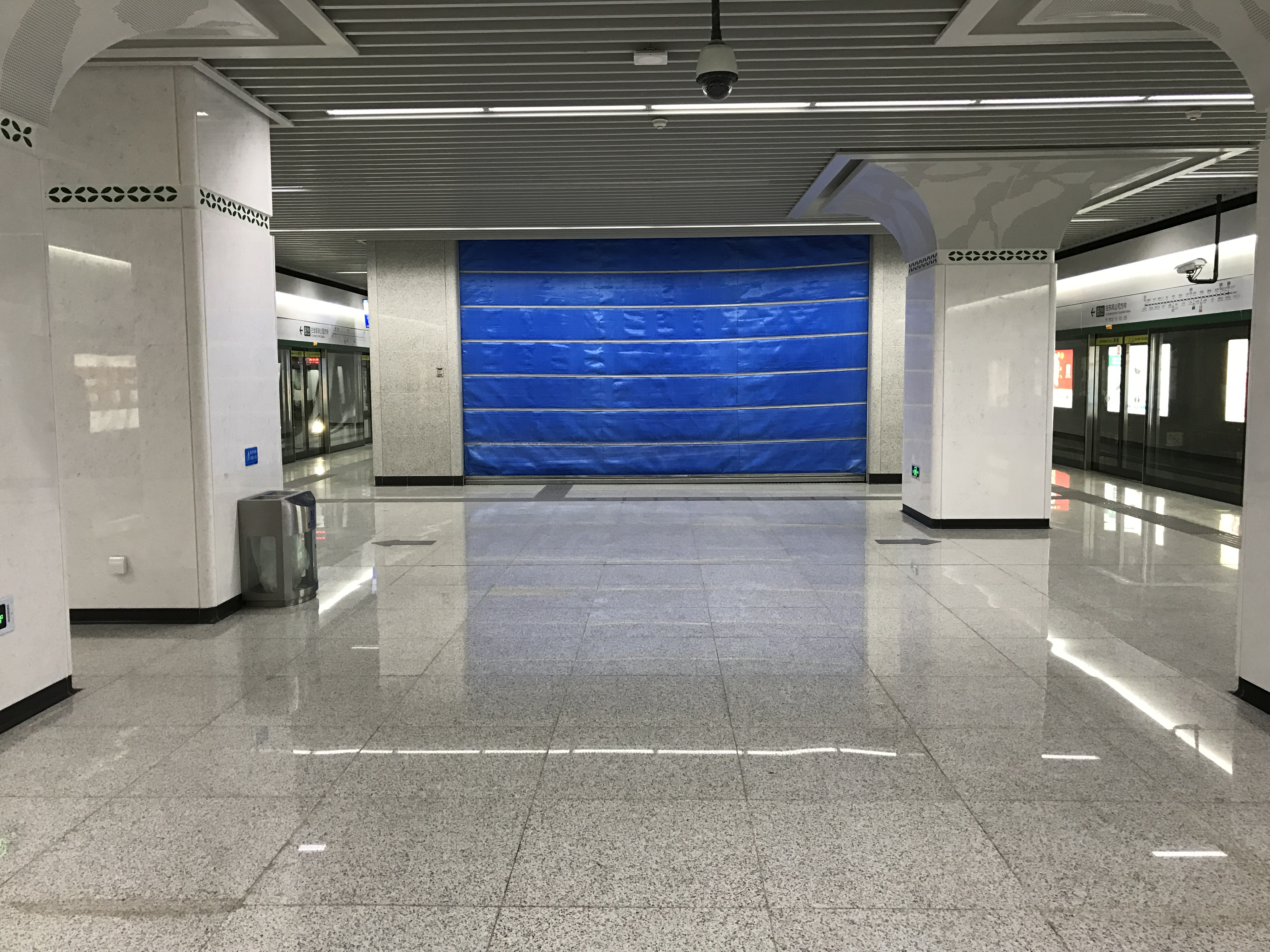
6号线站台预留前往7号线站台的换乘通道
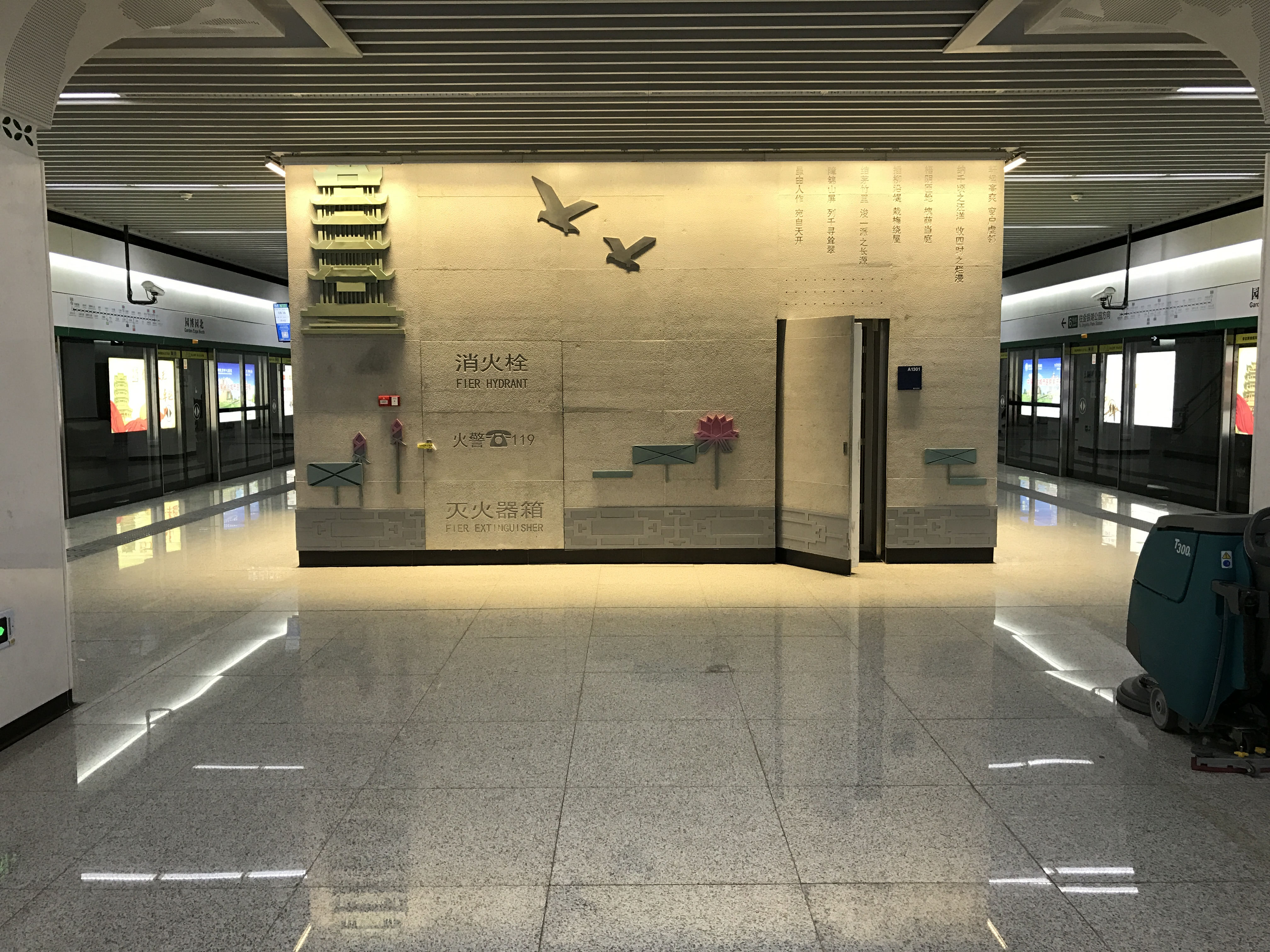
6号线站台
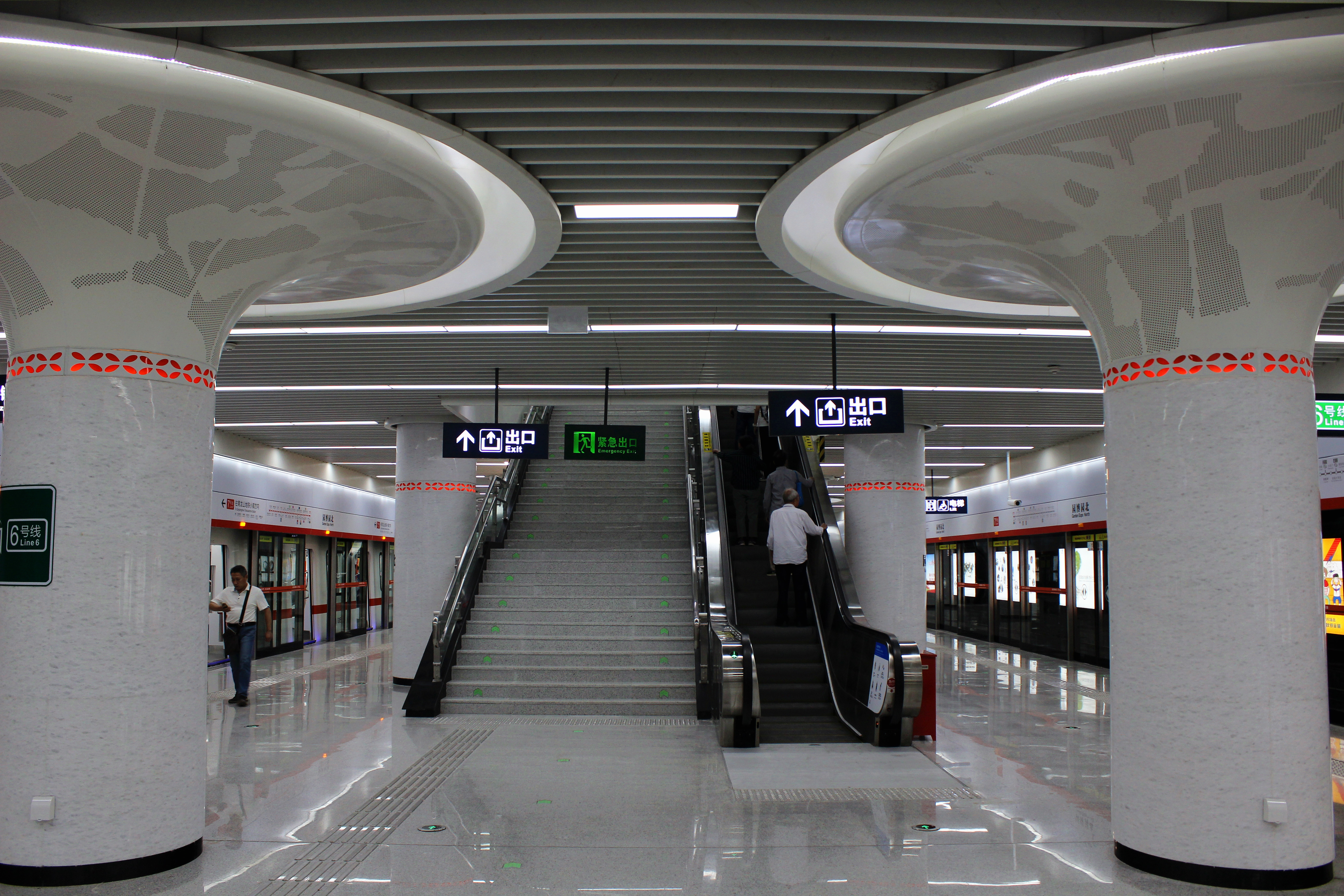
7号线站台
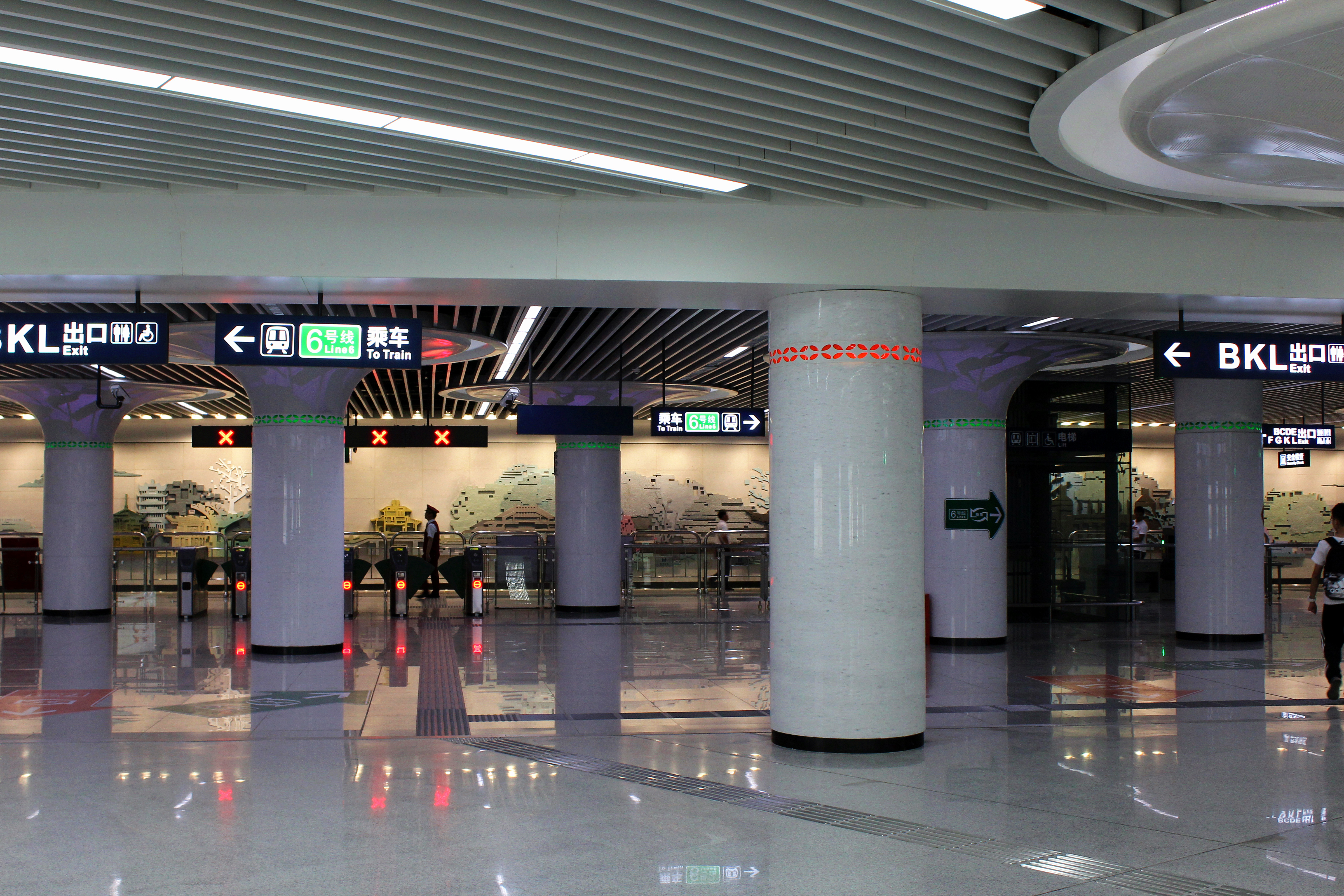
7號線站厅
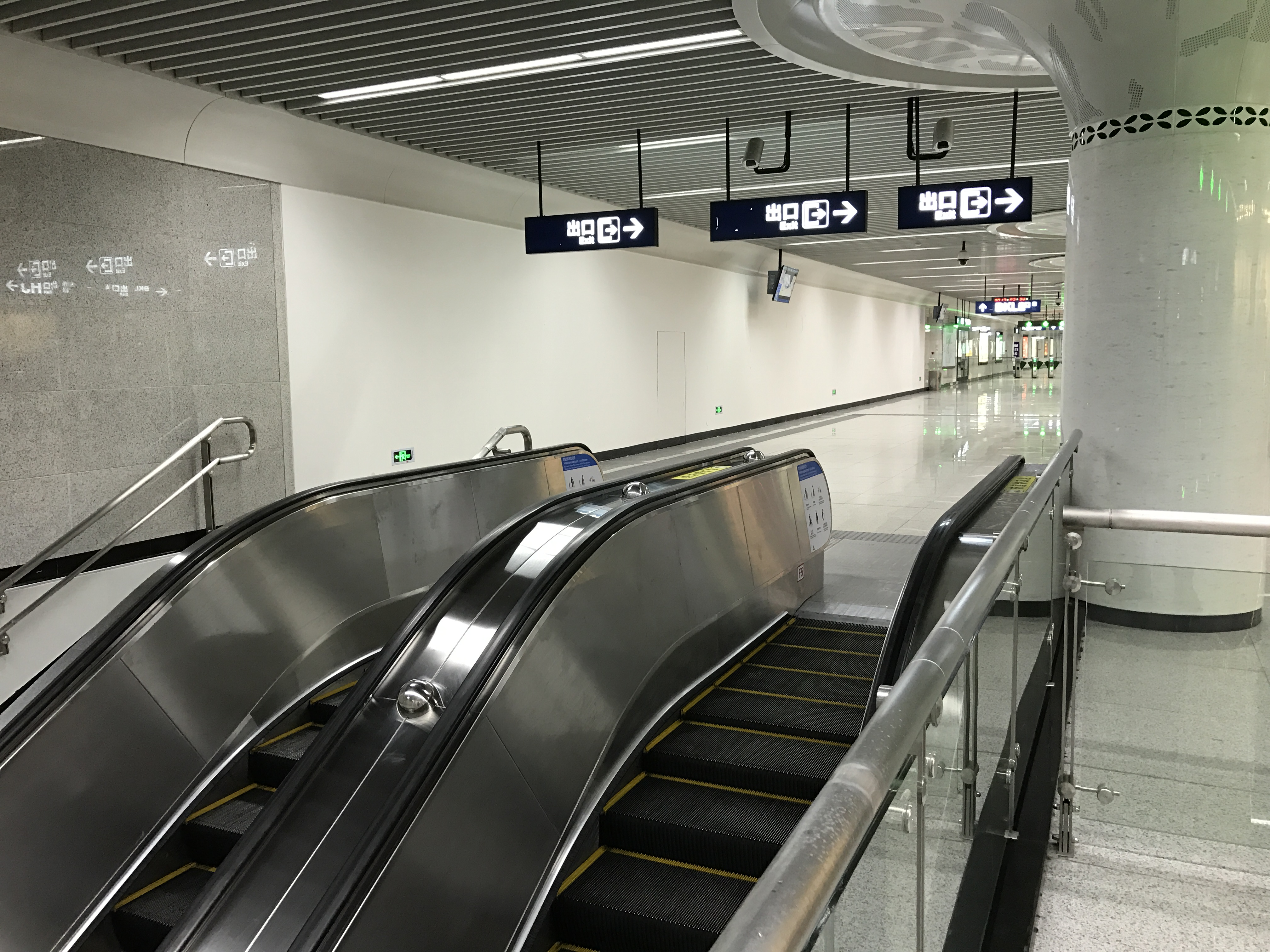
6號線站厅
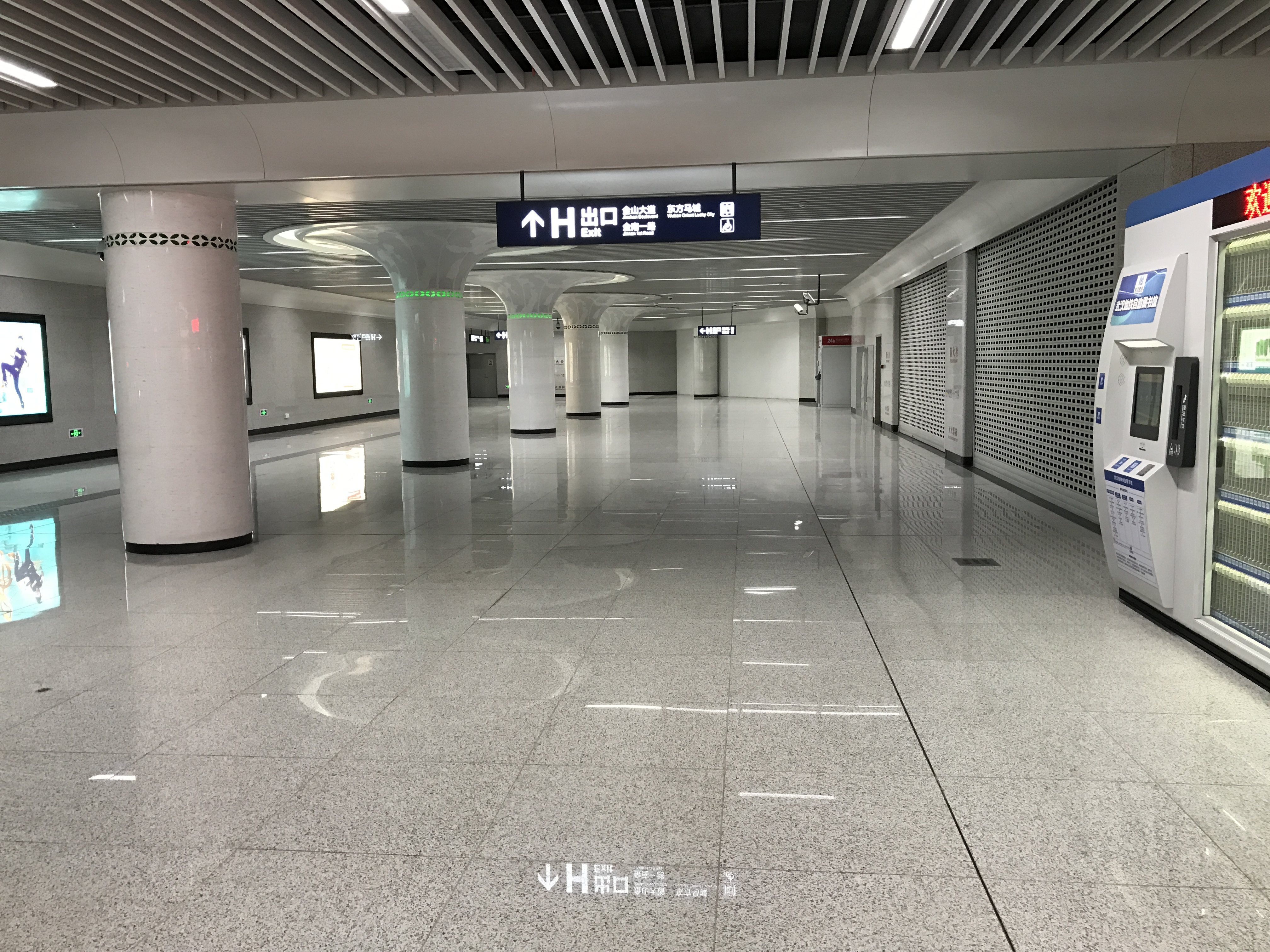
园博园北站H出口
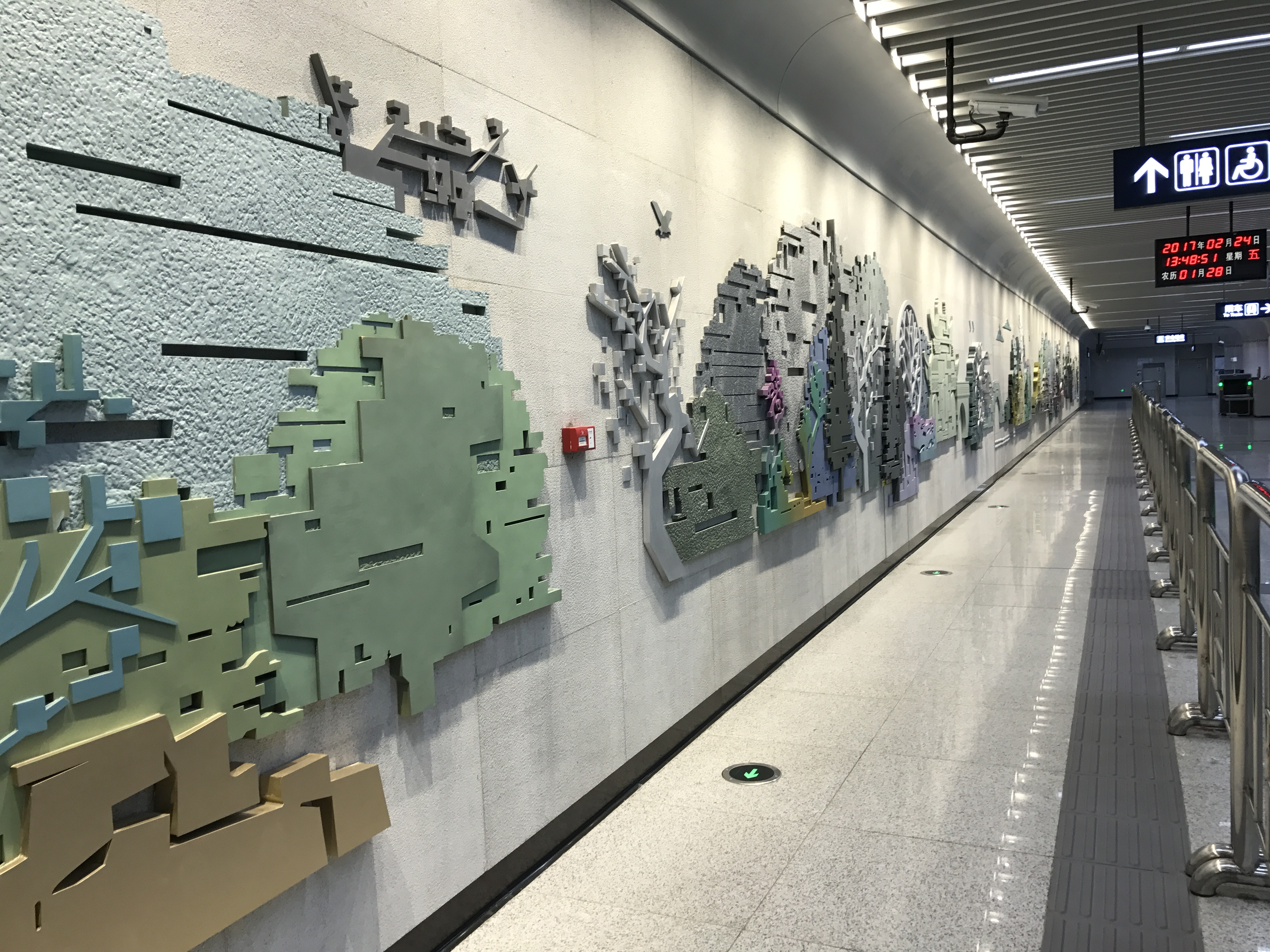
园博园北站车站壁画

### 車站出口
|                                                 |      |      |                                                                                   |
|                                                 |      |      |                                                                                   |
| 出口編號                                        | 設施 | 照片 | 建議前往的目的地                                                                  |
| A                                               |      |      | 金山大道 金南二路、銀湖翡翠                                                       |
| B                                               |      |      | 金山大道 金南一路、武漢海關駐機場辦事處                                           |
| C                                               |      |      | 金南一路 金山大道、武漢人民會議中心                                               |
| D                                               |      |      | 金南一路 馬城西路、武漢人民會議中心                                               |
| E                                               |      |      | 金南一路 馬城西路、金銀湖小學、中國郵政儲蓄銀行、臥龍麗景灣、常安佳苑、金銀湖新村 |
| F                                               |      |      | 金南一路 東方馬城                                                                 |
| G                                               |      |      | 金南一路 金山大道                                                                 |
| H                                               |      |      | 金山大道 金南一路                                                                 |
| J                                               |      |      | 金山大道 武漢金銀湖國際高爾夫球會                                                 |
| K                                               |      |      | 金山大道 武漢金銀湖國際高爾夫球會                                                 |
| L                                               |      |      | 金山大道 武漢金銀湖國際高爾夫球會                                                 |
| 注： 設有升降機 \| 設有輪椅升降台 \| 設有洗手間 |      |      |                                                                                   |

## 运营信息
- 6号线首末班车时间
- 7号线首末班车时间

## 邻近地点
东方马城、武汉海关驻机场办事处、园博园、武汉金银湖国际高尔夫球会、卧龙·丽景湾、武汉人民会议中心、中国邮政武汉邮区中心局等。

### 内部链接
- 武汉地铁车站列表